# إراكوبو
إراكوبو (بالإنجليزية: Iracoubo)‏ هي إحدى بلديات دائرة كايين بغويانا الفرنسية.

## الجغرافيا
تقع مستوطنة إيراكوبو، وهي مقر البلدية، بين مستوطنة سيناماري وقرية أورغانابو (الواقعة داخل بلدية إيراكوبو).
تقع قرية بيليفو على بعد 5 كم غرب إيراكوبو.